# 祝日 (映画)
祝日（しゅくじつ）とは、2024年5月17日より全国公開された映画作品。同年5月10日より、ロケ地の富山県内にて先行公開された。上映時間は90分。

## あらすじ
父を失い、母も音信不通となった14歳の奈良希穂は、休校日に登校し校舎の屋上から飛び降りようとした瞬間、何者かが希穂の手を掴む。その女性は自身のことを「希穂とずっと一緒にいた天使」と名乗り、希穂は彼女と一緒に「人生最期の一日」を過ごすことになった。

## 出演
出典→
- 奈良希穂 - 中川聖菜
- 自称天使（馬場さん） - 岩井堂聖子
- マジシャンの男 - 西村まさ彦
- アフロさん - 芹澤興人
- カフェの女性店員 - 中島侑香
- 魚井梨穂
- 野嶋珠吏
- 碧野遥

## スタッフ
出典→
- 監督 - 伊林侑香
- 脚本 - 伊吹一
- 音楽 - モリマツコウスケ
- 主題歌 - 寺尾沙穂『記憶』（P-VINE RECORDS）
- 製作 - 「祝日」制作委員会（堀江車輛電装/zoo/コトリ）
- 製作幹事 - zoo制作プロダクション、コトリ
- プロダクション協力 - ハンジ
- 配給・宣伝 - ラビットハウス
- 助成 - ARTS for the future!2
- 後援 - 富山県
- 特別協賛 - 北日本新聞社、富山テレビ放送、富山エフエム放送、林和夫（朝日建設）
- 協賛 - 増山電業、笹嶋工業、第一生命保険、北酸

## キャッチコピー
人生最期の日に天使と出会った なんとなく、信じてみた。